# 13e Haarlem Basketball Week
De 13e editie van de Haarlem Basketball Week werd gehouden in december 1994 in het Kennemer Sportcentrum. Het evenement werd bezocht door ongeveer 16.000 toeschouwers.

## Poule A
- Nederland
- Australië
- Southern University

## Poule B
- Den Braven/Goba Gorinchem
- Manchester Giants
- Hapoel Galil Elyon

## Uitslagen

### Groepsfase

#### Poule A
- - Nederland 65 vs 81 Australië
  - Australië 124 vs 78 Southern University
  - Southern University 75 vs 99 Nederland

#### Poule B
- - Den Braven/Goba Gorinchem 89 vs 86 Manchester Giants
  - Hapoel Galil Elyon 97 vs 94 Den Braven/Goba Gorinchem
  - Manchester Giants 81 vs 88 Hapoel Galil Elyon

#### Kruiswedstrijden
- - Nederland 98 vs 63 Manchester Giants
  - Southern University 85 vs 136 Den Braven/Goba Gorinchem

#### Poule X
- São Paulo FC
- Australië
- Den Braven/Goba Gorinchem

#### Poule Y
- KK Zrinjevac Zagreb
- Hapoel Galil Elyon
- Nederland

### Groepsfase

#### Poule X
- - Australië 71 vs 84 São Paulo FC
  - São Paulo FC 90 vs  100 Den Braven/Goba Gorinchem
  - Den Braven/Goba 101 vs 105 Australië (na verlenging)

#### Poule Y
- - Hapoel Galil Elyon 82 vs 88 KK Zrinjevac Zagreb
  - KK Zrinjevac Zagreb 80 vs 78 Nederland
  - Nederland 64 vs 67 Hapoel Galil Elyon

#### Kruiswedstrijden 1-2
- - Den Braven/Goba Gorinchem 88 vs 73 Hapoel Galil Elyon
  - São Paulo FC 95 vs 87 KK Zrinjevac Zagreb

## 7e/8e plaats
- - Southern University 68 vs 78 Manchester Giants

## 5e/6e plaats
- - Australië 79 vs 80 Nederland

## 3e/4e plaats
- - Hapoel Galil Elyon 69 vs 67 KK Zrinjevac Zagreb

## 1e/2e plaats
- - Den Braven/Goba Gorinchem 69 vs 71 São Paulo FC

## Eindstand
- 1.  São Paulo FC
- 2.  Den Braven/Goba Gorinchem
- 3.  Hapoel Galil Elyon
- 4.  KK Zrinjevac Zagreb
- 5.  Nederland
- 6.  Australië
- 7.  Manchester Giants
- 8.  Southern University